# Гэ (оружие)

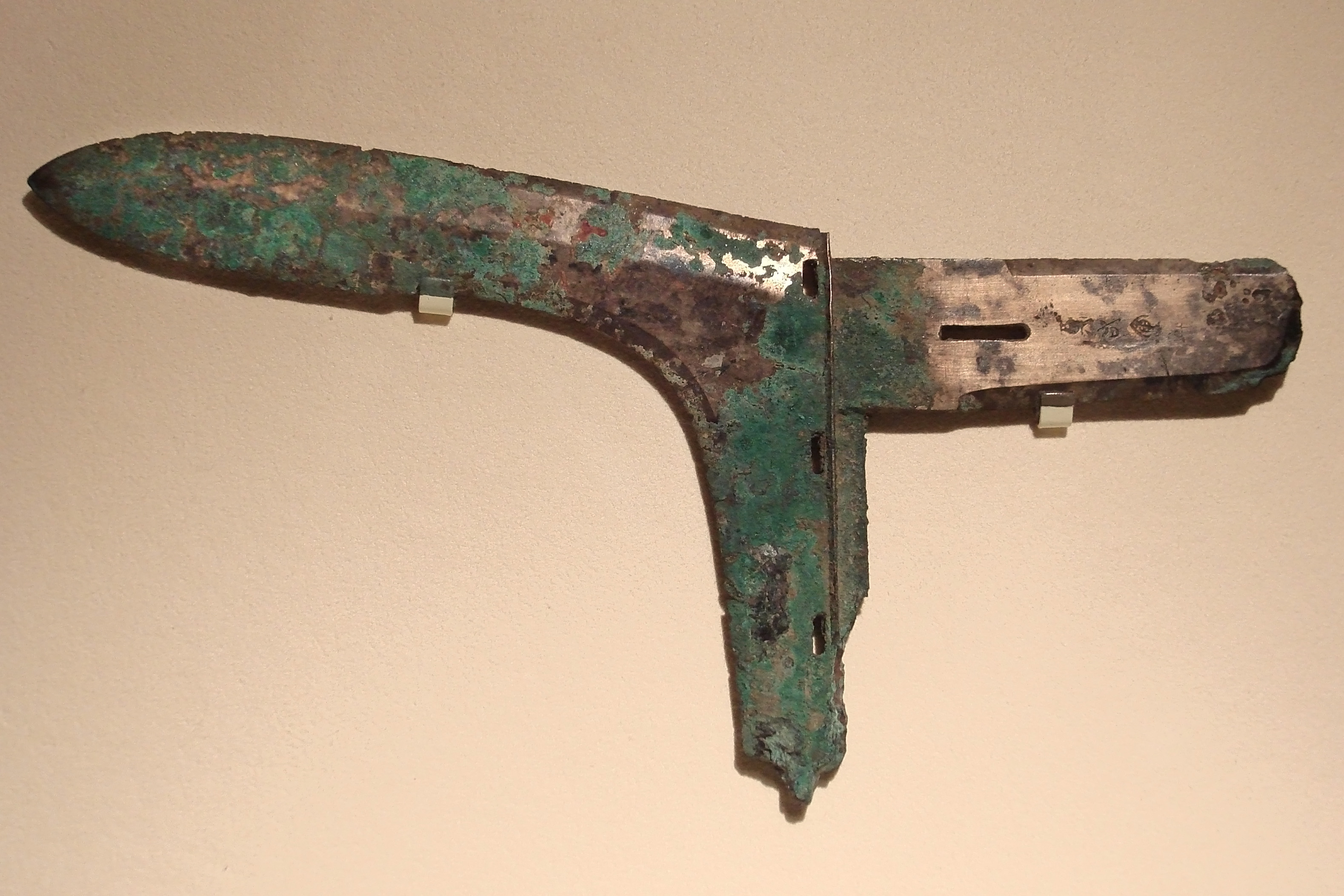
Головная часть гэ, лезвие слева, выступ справа служит для крепления к древку

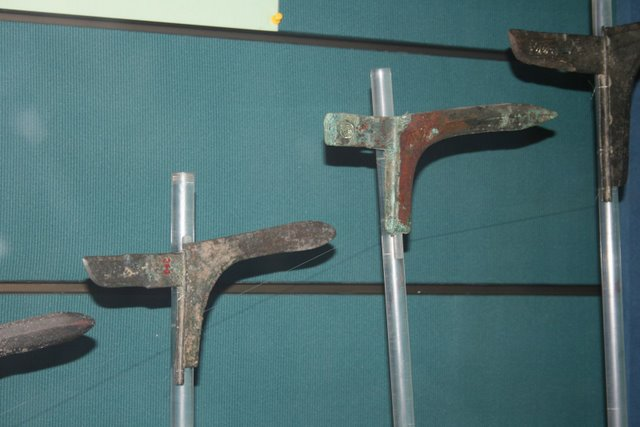
Бронзовый гэ Периода Воюющих царств

Гэ и цзи

Гэ (кит.: 戈; пиньинь: gē; система Палладия: гэ, иногда неправильно переводится как  «алебарда») — один из видов колюще-рубящего древкового оружия, которое использовалось в Китае с эпохи династии Шан (1600 — 1046 гг. до н.э.) и по крайней мере до династии Хань (206 г. до н.э. — 220 г. н.э.). Гэ состоит из кинжалообразного лезвия из нефрита (культовый), бронзы, а позднее из железа, прикреплённого под углом 100° к деревянной рукоятке. Такой способ крепления делает это оружие похожим на косу или ледоруб. Существует вариант с двумя лезвиями, одно обычно прямое, как клинок, а второе боковое изогнуто, типа косы.
Наибольшее применение гэ пришлось на эпоху династии Цинь, когда их было изготовлено несколько миллионов штук. Гэ применялся в основном воинами на колесницах для стягивания и добивания противника. Боевое применение состояло в ложном замахивании якобы для броска как копьё, затем противник захватывался лезвием, подтягивался и уничтожался. 
Несмотря на то, что оружие часто использовалось в древнем Китае, применение гэ резко сократилось после династии Цинь (221 — 206 гг. до н.э.), а в средневековом Китае оно практически не применялось. Горизонтальное расположение лезвия не давало возможности применять его как дротик, чтобы расширить функциональность.
Находки гэ в основном представляют собой только голову клевца, деревянные рукоятки отсутствуют из-за разложения или механического удаления. Гэ применялись в боевых действиях, но имеется много находок нефритовых культовых образцов, обнаруженных в гробницах аристократов. Эти образцы, видимо, служили эмблемой авторитета и власти владельца или служили для других культовых целей. Несмотря на то, что нефритовые аналоги не были предназначены для использования в реальных боевых действиях, их конструкция имитирует настоящие боевые бронзовые образцы, в том числе острый выступ, с помощью которого крепится лезвие. Некоторые из этих артефактов довольно маленькие и изогнутые, возможно, они были предназначены для использования в качестве подвески.